# Platja de Sant Feliu
La platja de Sant Feliu, o simplement la Platja, antigament anomenada el port de l'Abric, és la platja urbana del municipi de Sant Feliu de Guíxols (Baix Empordà), situada a la badia de Sant Feliu, limitada a llevant per la punta dels Guíxols i el port de Sant Feliu de Guíxols, a l'anomenat Racó de Llevant, i a ponent pel Moll de Pedra de sa Roca Grossa, a l'anomenat Racó de Garbí, que la separa de la platja del Racó de Garbí. Ocupa tota la façana marítima de la població. Està protegida de les ones per la llarga escullera del port. Està flanquejada per un passeig marítim molt animat, en el qual abunden tot tipus de locals de restauració i altres comerços, així com els jardins Juli Garreta, on hi ha el monument a Juli Garreta. A la part que queda al darrere de l'espigó del Portalet, a l'esquerra, hi avaren a la sorra embarcacions de recreació, gestionades per l'Associació Llops de Mar, que també ofereix una zona de fondeig davant de la platja.

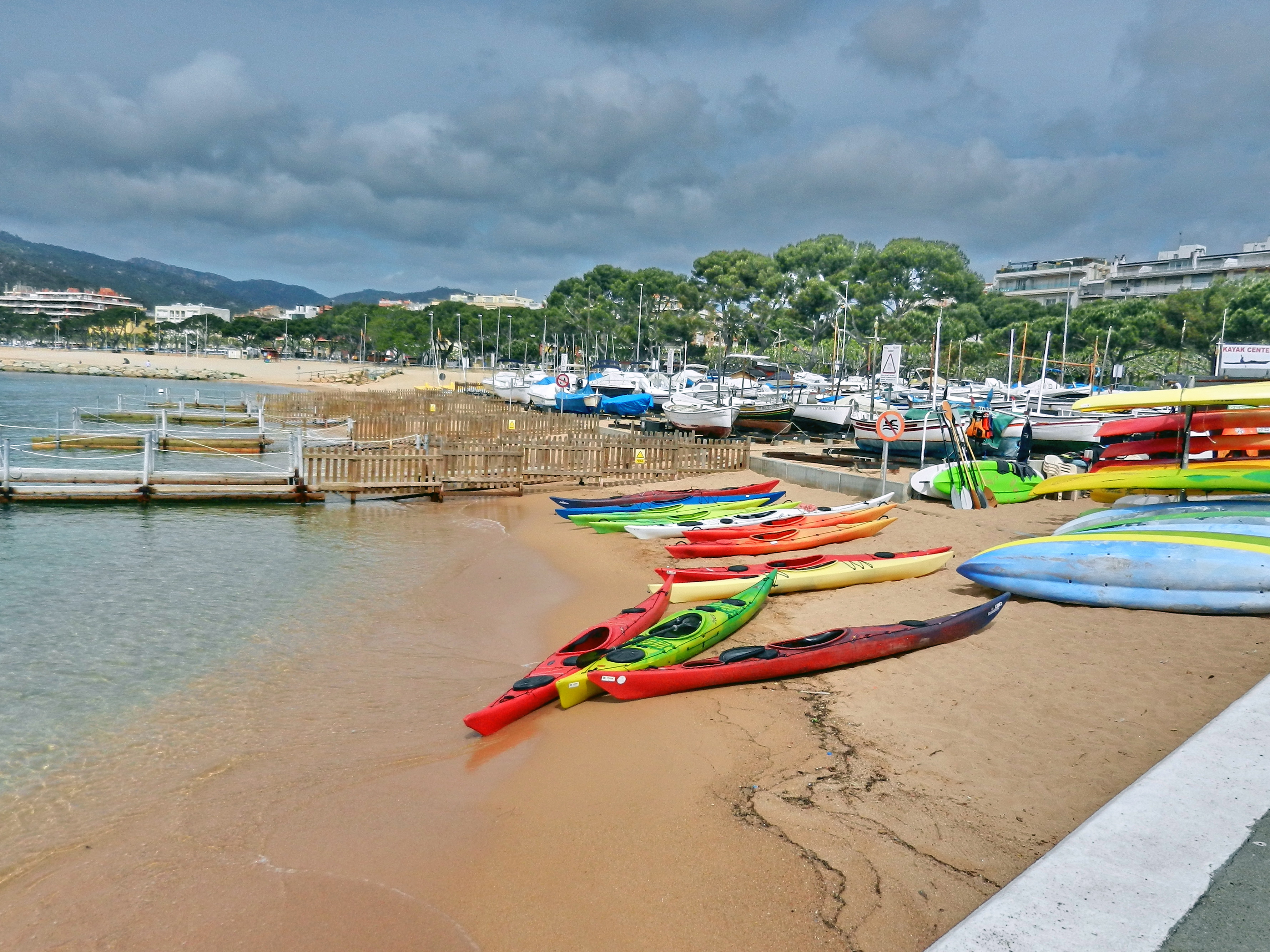
Zona d'avarada de barques

Hi desembocava la riera del Monestir, que baixa pel centre del poble, però el 1975 es va desviar el seu curs dins d'una caixó que desaigua actualment a la platja del Racó de Garbí. Aquest mateix any es va construir un cinturó de pedra submarí davant de la platja, per a pal·liar l'efecte de la construcció del port comercial, entre 1904 i 1920, que va provocar que els corrents marins s'enduguessin la sorra de la platja, i es va aportar sorra extreta durant les obres de construcció del Port d'Aro.
Orientada al sud, té una longitud de 610 m i una amplada mitjana de 48 m, formada per sorra de gra mitjà, d'un color rosaci, i el pendent d'entrada a l'aigua és poc pronunciat.
La platja disposa de dutxes, vàters, punt de socorrisme, primers auxilis, lloguer de patins de pedals i embarcacions de vela lleugera, lloguer de gandules i para-sols, i quiosquets. Disposa, a més, de rampes d'accés per a persones amb mobilitat reduïda.
L'Agència Catalana de l'Aigua efectua un control setmanal de la qualitat de l'aigua, durant la temporada de bany, amb el resultat d'excel·lent. La platja ha estat distingida amb el distintiu de Bandera Blava, que reconeix internacionalment la qualitat de l'aigua i serveis.